# Chaire de professeur woodwardien de géologie de l'université de Cambridge
 (mars 2025).
Si vous disposez d'ouvrages ou d'articles de référence ou si vous connaissez des sites web de qualité traitant du thème abordé ici, merci de compléter l'article en donnant les références utiles à sa vérifiabilité et en les liant à la section « Notes et références ».
Le titre de professeur de géologie Woodwardien est associé à la chaire de géologie de l’université de Cambridge fondée en 1728 par John Woodward (1665-1728). Celui-ci établit la règle que le détenteur de la chaire est élu par l’Archevêque de Cantorbéry, l’Évêque d'Ely, le président de la Royal Society, le président de l’École royale des médecins, le membre du parlement pour l’université de Cambridge et le sénat de l’université.

## Liste des détenteurs de la chaire woodwardienne de géologie
- 1731 : Conyers Middleton (1683-1750)
- 1734 : Charles Mason (?-1770?)
- 1762 : John Michell (1724-1793)
- 1764 : Samuel Ogden (1716-1778)
- 1778 : Thomas Green (1738-1788)
- 1788 : John Hailstone (1759-1847)
- 1818 : Adam Sedgwick (1785-1873)
- 1873 : Thomas McKenny Hughes (1832-1917)
- 1917 : John Edward Marr (1857-1933)
- 1930 : Owen Thomas Jones (1878-1967)
- 1943 : William Bernard Robinson King (1889-1963)
- 1955 : Oliver Bulman (1902-1974)
- 1966-1983 : Harry Blackmore Whittington (1916-)
- 1985 : Ian Nicholas McCave